# Parmotrema queenslandense
Parmotrema queenslandense är en lavart som beskrevs av Elix. Parmotrema queenslandense ingår i släktet Parmotrema och familjen Parmeliaceae.   Inga underarter finns listade i Catalogue of Life.